# Marie Béquet de Vienne
Marie Béquet de Vienne (París, 4 de febrero de 1854 – París, 25 de septiembre de 1913) fue una activista laica francesa, pionera en los derechos de la infancia y la maternidad, y una de las dieciséis fundadoras de la Gran Logia Simbólica Escocesa Mixta de Francia (actualmente Le Droit Humain).

## Rol en la fundación deLe Droit Humain
Marie Béquet de Vienne fue una de las dieciséis primeras mujeres iniciadas que participaron en la fundación de la Gran Logia Simbólica Escocesa Mixta de Francia en 1893. Fue iniciada el 14 de marzo de ese año y ocupó el cargo de Primera Vigilante de la naciente Logia Nº 1.
Las primeras reuniones fundacionales se realizaron en su propia casa, en el número 45 de la calle de Sèvres (París 6e). Más adelante, ofreció otro espacio en el número 33 de la calle Jacob, que también fue utilizado como sede temporal de la logia.
Tras la muerte de Maria Deraismes en febrero de 1894, Marie Béquet de Vienne pronunció las palabras de despedida masónica durante sus exequias.

## Contribuciones a la infraestructura y expansión
Su implicación fue más allá de lo simbólico. Participó activamente en la construcción del primer templo de la Orden en la calle Cardinal-Lemoine, y contribuyó a la creación de la logia mixta en Rouen, ciudad donde tenía una extensa red de contactos.

## Activismo social y filantropía
Marie Béquet de Vienne dedicó más de cuarenta años de su vida a la asistencia pública maternal. Fue fundadora de la Sociedad de Lactancia Materna, una obra que recibió la primera subvención del Consejo Municipal de París, con el apoyo de Georges Martin.
Su labor se centró en la promoción del librepensamiento y la caridad laica frente a la intolerancia confesional. Algunas de sus ideas humanitarias serían posteriormente retomadas en convenciones internacionales como la Convención sobre los Derechos del Niño.

## Vida personal
Marie Béquet de Vienne nació en un hogar acomodado. Nieta de un general y barón condecorado como "Caballero de Arcole" por Napoleón III, fue hija de Philippe de Vienne, arquitecto jefe del Gobierno imperial. Estuvo casada con Léon Béquet, consejero de Estado de la República, de quien más tarde se separó.
A pesar de su entorno privilegiado, eligió dedicar su vida al servicio de los más necesitados, siendo reconocida por su comprensión profunda de la miseria humana y su defensa inquebrantable de la maternidad y la infancia.